# SIGALRM
En plataformas compatibles con POSIX, SIGALRM es la señal que envía un programa cuando ha expirado un límite de tiempo. En el código fuente, SIGALRM es una constante simbólica definida en el archivo de cabecera <signal.h>. Se usan nombres simbólicos de señales porque los números de las señales puede variar de una plataforma a otra.

## Uso
Los programas suelen usar SIGALRM para establecer un límite de tiempo para las acciones que requieren un tiempo de ejecución prolongado, o para proporcionar una manera de realizar una acción a intervalos regulares.
Normalmente, SIGALRM se lanza un número entero de segundos después de que se haya hecho la llamada de sistema alarm. A veces se emplea para implementar la función sleep; por este motivo, los programas no pueden usar alarm para "despertar" de un delay causado por un sleep  (en inglés).
- Datos: Q2392181